# Tecomán (gemeente)
Tecomán is een gemeente in de Mexicaanse deelstaat Colima. De hoofdplaats van Tecomán is Tecomán. Tecomán heeft een oppervlakte van 835 km² en 98.150 inwoners (census 2005).
Armería · Colima · Comala · Coquimatlán · Cuauhtémoc · Ixtlahuacán · Manzanillo · Minatitlán · Tecomán · Villa de Álvarez